# 전준범
전준범(全俊範, 1991년 8월 27일 ~ )은 대한민국 전주 KCC 이지스의 농구선수이며,포지션은 스몰 포워드이다.

## 울산 모비스 피버스시절
데뷔 후에는 식스맨으로 출전하였다. 이후에는 팀의 주전 포워드 자리를 맡아 활약하고 있다.
2021년 6월 1일 박지훈,김지후와 맞트레이드 되어 KCC로 이적하였다.

## 출신학교
- 삼선초등학교
- 삼선중학교
- 경복고등학교
- 연세대학교